# Zapora Roosevelta
Zapora Roosevelta – zapora wodna na Salt River na północny wschód od Phoenix, w stanie Arizona. Ma 109 m wysokości, a wzniesiona została w latach 1903–1911 (renowacja 1989–1996). Nazwana została na cześć prezydenta Theodore’a Roosevelta. Elektrownia wodna posiada moc 36 MW. Zapora tworzy jezioro Roosevelta zasilane wodami Salt River.
Budowa zapory rozpoczęła się w roku 1903 na mocy ustawy o użyźnianiu u zbiegu Tonto Creek i Salt River. Pierwotny projekt zakładał budowę zapory dla stworzenia zbiornika retencyjnego w celu gromadzenia zapasów wody i zapobiegania powodziom w dolinie Salt River. Budowa ukończona została w 1911, po serii niszczących powodzi, które zahamowały postępy prac konstrukcyjnych w roku 1905. W chwili oddania do eksploatacji była to największa murowana zapora wodna na świecie o wysokości 84 m i 216 m długości, a jezioro Roosevelta – największym sztucznym zbiornikiem wodnym świata. Do roku 1959, kiedy nadano jej imię prezydenta Roosevelta, zaporę nazywano po prostu „Salt River Dam 1”.
W roku 1989 rozpoczęły się prace renowacyjne. Ściany zapory pokryte zostały warstwami betonu, przy czym została podwyższona o 23 m, co zwiększyło pojemność zbiornika retencyjnego o około 20%. Prace zostały ukończone w 1996 kosztem 430 milionów USD.